# Probolomyrmex tani
Probolomyrmex tani – gatunek mrówki z podrodziny Proceratiinae.

## Taksonomia
Gatunek ten został opisany w 2007 roku przez Briana Fishera na podstawie 3 okazów odłowionych w 2003 roku. W 2014 roku, w związku z opisaniem 2 nowych gatunków z Madagaskaru, na podstawie tychże okazów oraz licznych okazów spoza serii typowej Francisco Hita Garcia i B. Fischer dokonali jego redeskrypcji, klasyfikując go w grupie gatunków P. graevesi-group.

## Opis
Ciało jasno rudobrązowe do ciemnobrązowego z odnóżami żółtawymi do jasnobrązowych. Głowa około 1,5 do 1,6 razy dłuższa niż szeroka. Mezosoma z profilu bardzo słabo wypukła. Petiolus w profilu i bez wyrostka brzusznego 1,3 do 1,5 raza tak długi jak wysoki, w widoku grzbietowym około 1,4 do 1,6 razy dłuższy niż szeroki, stosunkowo dłuższy i słabiej łukowato wygięty niż u P. zahamena i P. curculiformis. 

## Rozprzestrzenienie
Gatunek endemiczny dla Madagaskaru, gdzie ograniczony jest w swym zasięgu do wąskiego pasa na północnym wschodzie wyspy, od Makirovana i Ambondrobe po Montagne des Français.